# Mogens Hansen
Mogens « Mugge » Hansen est né le 21 juillet 1937 à Copenhague, au Danemark, et décédé le 24 avril 2004 dans cette même ville. C’est un journaliste danois.
Après avoir travaillé pour plusieurs journaux, il devient reporter pour Se og Hør à partir de 1963. Spécialiste de la famille royale, il est décoré par la reine Margrethe II en 2003.
Il est enterré au cimetière Holmens.